# Jayme Thomás Florence
Jayme Thomás Florence, conhecido como Meira (Paudalho, 1 de outubro de 1909 — Rio de Janeiro, 8 de novembro de 1982), foi um violonista e compositor brasileiro.

## Biografia
Nascido em Paudalho em 1909, aos dezoito anos já residia em Recife, onde fazia parte do conjunto Voz do Sertão, liderado por Luperce Miranda. No ano seguinte mudou-se para o Rio de Janeiro e em 1937 passou a integrar o regional de Benedito Lacerda, junto com Canhoto e Dino. Faleceu no Rio de Janeiro poucos dias após completar 73 anos.

## Gravações
Embora jamais tenha gravado um disco próprio, suas composições foram gravadas por diversos intérpretes como Elizeth Cardoso, Nana Caymmi, Orlando Silva, Luiz Gonzaga, Elza Soares, Nélson Gonçalves, Isaurinha Garcia, Zezé Gonzaga, Taiguara e Danilo Caymmi. Seu choro Primavera — mais tarde renomeado Arranca Toco — foi gravado por Benedito Lacerda em 1934. Com Dilermando Reis gravou diversos discos de 78 rpm entre 1941 e 1949.

## Ensino
Dedicou-se intensamente a ensinar o instrumento a centenas de violonistas, entre os quais se destacam Baden Powell, Raphael Rabello e Maurício Carrilho.